# Projektweb
En projektweb er ifølge Erhvervs- og Økonomiministeriets initiativ Det Digitale Byggeri er en adresse på Internettet, hvor bygherrer, rådgivere, entreprenører og leverandører kan indlægge og hente informationer, herunder aftaler, beskrivelser og tegninger til brug for principielt alle faser af byggeriet.
Projektweb-begrebet dukkede første gang op i Danmark i midten af 1990’erne. Dengang dækkede begrebet udelukkende filhåndteringen på fælles projektservere med forbindelse til internettet, det vil sige up- og download mellem serverne og brugernes lokale maskiner. I dag har udbredelsen af internettet og byggebranchens stadig stigende digitalisering ændret udseendet på projektwebs markant. Fra 1990’ernes simple filservere er projektwebs nu avancerede værktøjer til at kontrollere processer omkring projektsamarbejde, vidensdeling og dokumentation. 
De første projektwebs, der kom på markedet, kunne udelukkende anvendes med simple funktioner, der primært bestod af up- og download af dokumenterne. Det var et tidspunkt, hvor digitaliseringen var i højsæde, og fælles adgang var det primære udgangspunkt.
Funktionerne var enkelte, men samtidig et stort skridt mod fremtidens mål om et filhåndteringssystem med fælles adgang, styring, advisering, tildeling af print mm.
De såkaldte første generations projektwebs har med tiden udviklet sig gevaldigt.
Projektwebs er i dag blevet velegenet til brancher med stramme krav til advisering af nyeste filversion, mulighed for visualisering, rettighedstyring, vidensdeling, digitale adgang, mulighed for print mm. Projektwebs er derfor blevet specielt velegnet til byggebranchen.
Projektweb og projektstyringssoftware til bygge- og anlægsbranchen er mest udviklede i Norden og Storbritannien, hvor markedet for projektweb og projektstyringssoftware ifølge brancheorganisationer som Det Digitale Byggeri og NCCTP forventes at toppe i 2010. Blandt de største projektwebudbydere er danske Byggeweb A/S, britiske BIW Tech og australske Aconex.